# 四甲基锆
四甲基锆是一种有机锆化合物，化学式为(CH3)4Zr。它可由升华的四氯化锆溶于2:3乙醚/甲苯，回流后冷却至−78 °C与化学计量比的甲基锂乙醚溶液混合，升温至−45 °C反应得到。甲基化原料也可以使用甲基溴化镁。
它是一种四面体d0构型的化合物，Zr-C键长2.246 A，C-H键长1.098 A，C-Zr-C键角109.5°。